# ファウヌス

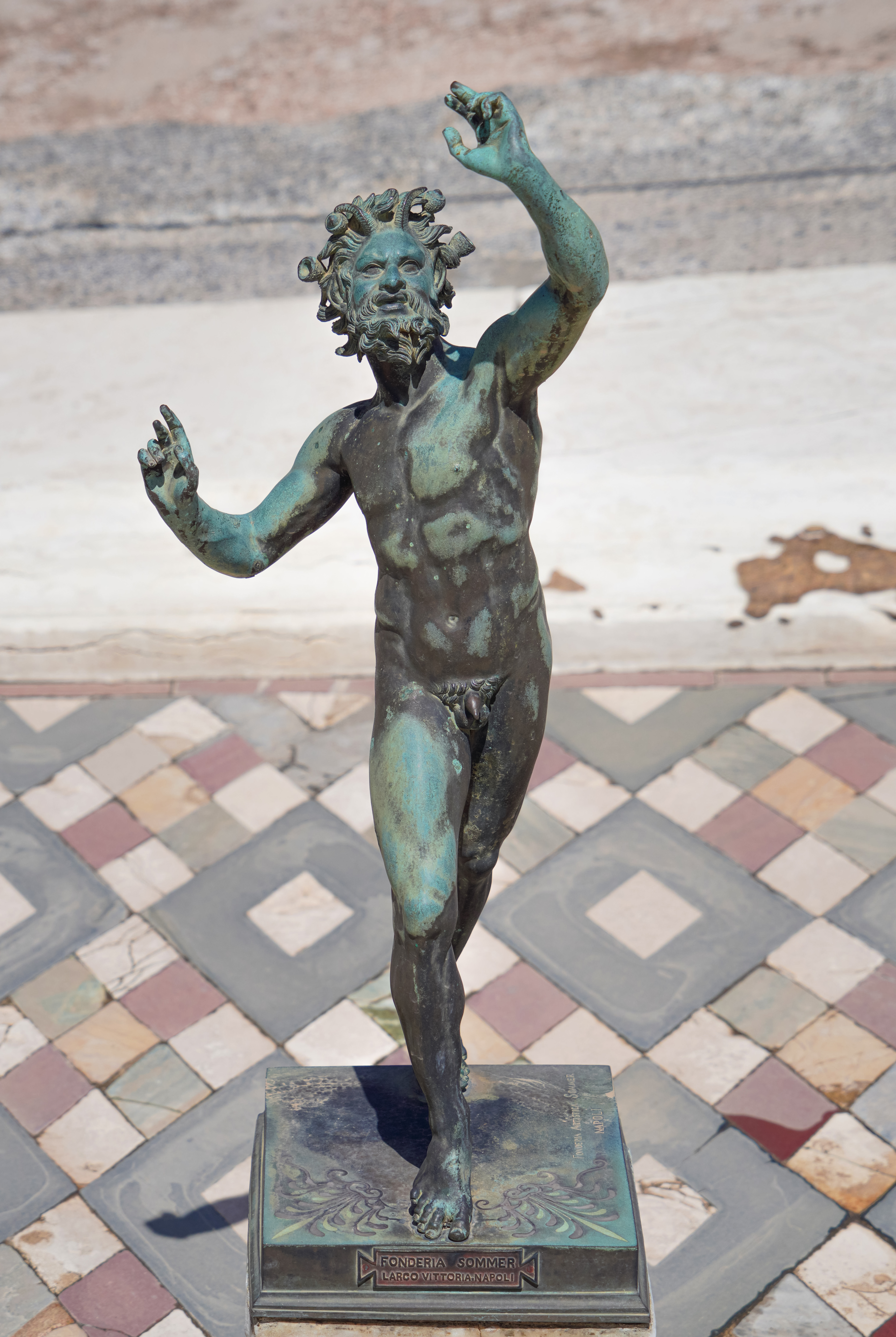
ファウヌスの銅像

ファウヌス (Faunus) は、古代イタリアの神格。
ギリシア神話のパーンに相当する。ローマ神話の農耕神・ルベルクスとも同一視される。中世以降はパーンやサテュロスのイメージと混同され、財宝の守護者とも夢魔ともいわれた。
ファウヌスの女性形がファウナ (Fauna) である。ファウナはまた、ローマで女人だけの祭る不思議な女神ボナ・デア（Bona Dea, 善女真）の名前とされた。
彼自身を象徴する彼の持ち物は狼の毛皮、花や草で作った冠、酒杯（ゴブレット）である。
家畜と田野や森を守る神である。この他、多産も司る。名は「いるもの」を意味する。これは予言の力があるからとも言い、また森の中で不意に不思議な音のするのはこの神の仕業であるとも言う。
伝説ではファウヌスはラティウムの古王とされ、古代イタリアの農業神ピークスの息子だったといわれる。
ローマ人に神託を与え、ローマとエトルリアの戦争の際にはローマ人たちへローマ側が有利である事を伝え、勝利に導いたとされる。
ファウヌスはローマの古くからある祭式ルペルカーリア (Lupercalia) と結びついている。この行事は2月15日に行われ、腰にわずかにヤギの皮の帯をつけただけの裸体の神事青年たち（Luperci, ルペルキー）が走って村を一回りするもので、走りながらヤギの皮の紐で女を打つ。
フレイザーも言う様に、古代では女の不毛または多産と地のそれとは密接な関連にある。